# Anarusuk
Anarusuk är en ö i Grönland (Kungariket Danmark).   Den ligger i kommunen Qaasuitsup, i den västra delen av Grönland, 1 000 km norr om huvudstaden Nuuk. Arean är 75 kvadratkilometer.
Terrängen på Anarusuk är lite kuperad. Öns högsta punkt är 342 meter över havet. Den sträcker sig 16,4 kilometer i nord-sydlig riktning, och 14,2 kilometer i öst-västlig riktning.  Trakten runt Anarusuk består i huvudsak av gräsmarker.